# Waschhaus (Neuville-sur-Ornain)

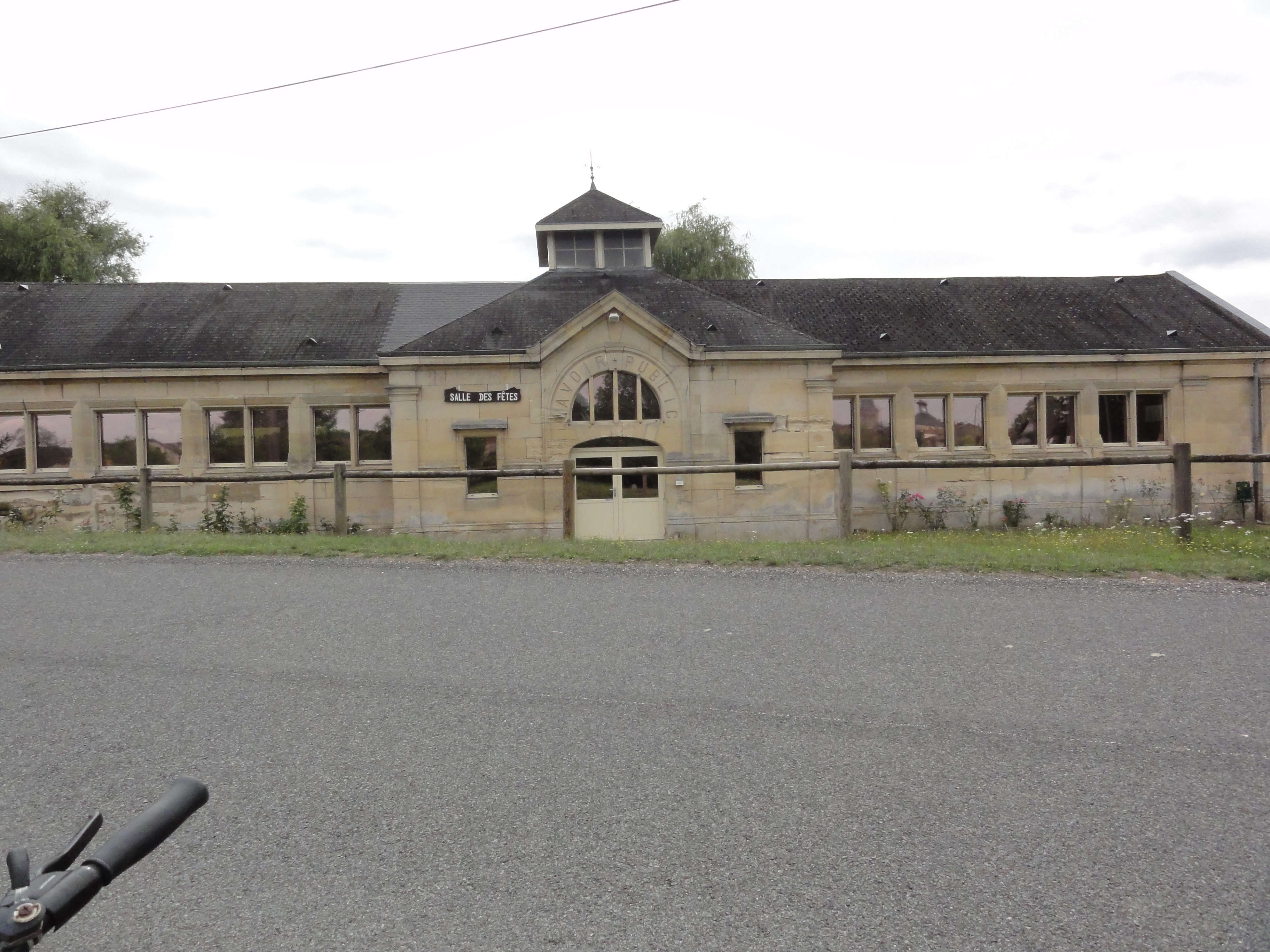
Ehemaliges Waschhaus in Neuville-sur-Ornain

Das Waschhaus (französisch lavoir) in Neuville-sur-Ornain, einer französischen Gemeinde im Département Meuse in der Region Grand Est, wurde 1855 errichtet.
Das ehemalige Waschhaus aus Sandsteinmauerwerk wurde nach Plänen des Architekten Démoget errichtet. Der langgezogene Bau mit Dachreiter und Eingangsrisalit hatte im Inneren mehrere Becken und Platz für 60 Wäscherinnen.
Das Gebäude wurde vor einigen Jahren zu einem Gemeindefestsaal (Salle des fêtes) umgebaut. Über dem halbrunden Fenster des Eingangs ist noch die Inschrift Lavoir publique (Öffentliches Waschhaus) zu sehen.